# 369 (číslo)
Tři sta šedesát devět je přirozené číslo, které následuje po čísle tři sta šedesát osm a předchází číslu tři sta sedmdesát. Římskými číslicemi se zapisuje CCCLXIX a řeckými číslicemi τξθ.

## Matematika
369 je:
- Deficientní číslo
- Nešťastné číslo
- Konstanta normálního magického čtverce pro n = 9

## Astronomie
- (369) Aëria je planetka hlavního pásu, kterou objevil v roce 1893 Alphonse Louis Nicolas Borrelly

## Doprava
- Silnice II/369 je česká silnice II. třídy vedoucí na trase Zábřeh na Moravě peáž s I/11 – Olšany – Ruda nad Moravou – Bohdíkov – Hanušovice – Jindřichov – Ramzová – Lipová-lázně – I/60[1]

## Roky
- 369
- 369 př. n. l.